# Delocheilus tookei
Delocheilus tookei là một loài bọ cánh cứng trong họ Cerambycidae.